# Gibson Les Paul
Gibson Les Paul (tiếng Mỹ: /ˈgɪbsən lɛs pɔl/) là tên cây đàn guitar điện tử đầu tiên do Gibson Guitar Corporation (công ty guitar Gip-xân) của Hoa Kỳ sản xuất và thương mại hóa bắt đầu vào năm 1952, có chứng nhận của nghệ sĩ guitar nổi tiếng Les Paul thời đó và vẫn được sản xuất và sử dụng phổ biến trên Thế giới cho đến nay.
Công ty  Gibson Guitar Corporation đã đổi tên thành  Gibson Brands Inc. vào ngày 11 tháng 6 năm 2013, gọi tắt là Gibson, do đó, "Gibson Les Paul" được xem là tên của một dòng nhạc cụ thuộc loại guitar điện, cũng là thương hiệu và sản phẩm độc quyền của hãng Gibson, đồng thời loại đàn này thường được gọi tắt là Les Paul.
Ban đầu, đàn Les Paul được thiết kế bởi chính chủ tịch công ty thời đó là Ted McCarty và giám đốc nhà máy John Huis, cùng một số người khác thực hiện. Từ đó đến nay, đàn Les Paul liên tục được hoàn thiện và Gibson cho ra nhiều mẫu mã khác nhau. Đàn Les Paul thường được nhắc đến vì là guitar điện tử hoàn thiện đầu tiên trên Thế giới, dùng pickup điện từ, được nhiều người ưa chuộng, có thể sử dụng trong các loại nhạc đại chúng như rock, country, pop, soul, rhythm and blues, blues, jazz, reggae và heavy metal. Một trong những sê-ri cao giá  thuộc loại này là "Les Paul Standard VOS 58" khoảng 4600 USD ở Mỹ, hoặc 4200 GBP ở Anh. Sê-ri 1962 gibson les paul SG được giới thiệu là "THE WORLDS BEST" có giá ngót 16000 £ (GBP Anh) tương đương với hơn nửa tỉ VND hiện nay.

## Đọc đủ hơn
- Electric Guitar Man: The Genius of Les Paul (Library Binding). Edwin Brit Wyckoff. Enslow Elementary (April 2008). ISBN 978-0-7660-2847-0
- 50 Years of the Gibson Les Paul: Half a Century of the Greatest Electric Guitars (Paperback). Tony Bacon. Backbeat Books 1st edition (ngày 26 tháng 4 năm 2002). ISBN 0-87930-711-0
- Million Dollar Les Paul: In Search of the Most Valuable Guitar in the World (Paperback). Tony Bacon. Jawbone Press 1st edition (2008). ISBN 978-1-906002-14-5
- “Review: A riff on robotics with self-tuning guitar”. U-T San Diego. Truy cập ngày 23 tháng 4 năm 2015. – Gibson Dark Fire
- “Bob Marley The Father of Music”. tr. 148. – Gibson Dark Fire
- Wilson Rothman. “Gibson's Dark Fire: Les Paul Reborn as RoboCop”. Gizmodo. Gawker Media. Bản gốc lưu trữ ngày 24 tháng 9 năm 2018. Truy cập ngày 23 tháng 4 năm 2015.